# كفرزينا
كفرزينا هي إحدى القرى اللبنانية من قرى قضاء زغرتا في محافظة الشمال.

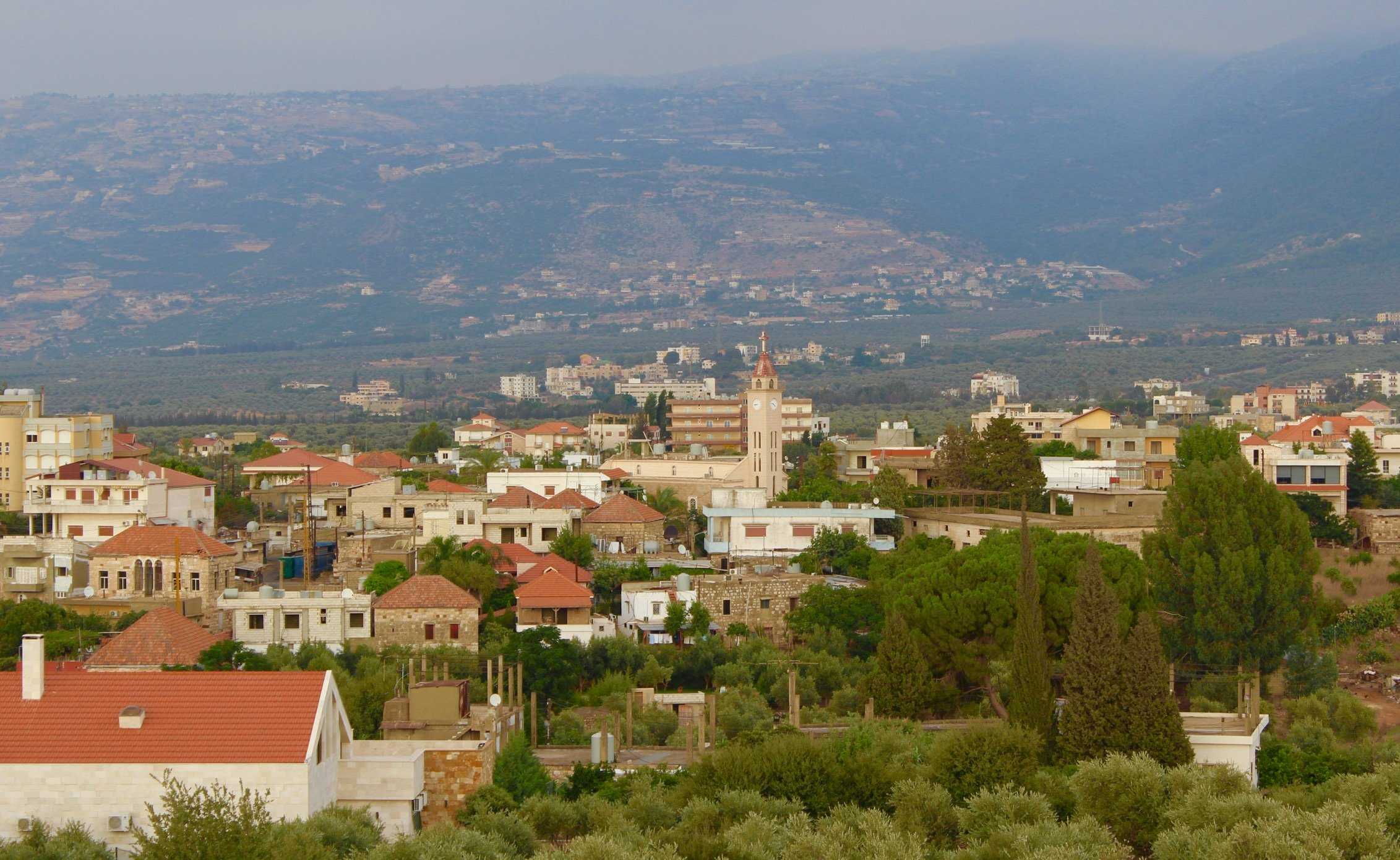

## تاريخها
كلمة كفرزينا، أصلها سرياني، وتعني كلمة «كفر» القرية و «زينا» فمعناها السلاح، إذا كفرزينا هي «قرية السلاح»[بحاجة لمصدر].
هناك أسطورة تقول أن ضابطاً تركيا مر بوماً بالمنطقة، فرأى شابة جميلة وكان إسمها زينة، أعجب بها الضابط وقرر أن يطلب يدها من أهلها فوعدوه شرط أن يلبي أمرين: الأول أن يترك دينه ويعتنق الديانة المسيحية والأمر الثاني هو أن يقوم ببناء برج يشبه البرج الذي بناه زوج أختها التي تزوجت في قرية مجاورة تدعى «بسبعل». قام الضابط بتنفيذ الأمرين، عندها أسرع الأهالي إلى الصبية زينة يبشرونها قائلين: كفرزينة، كفرزينة قاصدين بهذا الكلام أن الخطيب قد بنى البرج واعتنق دين الفتاة. تزوجت زينة الحبيب وسكنا البرج وأخذ الأهالي يبنون بيوتهم حوله، فكانت قرية جديدة دعيت «كفرزينة»[بحاجة لمصدر].
أما الأسطورة المتعلقة بالقرية القديمة والأساسية التي كان يسكنها الأهالي فتقول بأنها كانت تسمى «درحللا» وكان صيتها مشهوراً في كل المنطقة إذ كان لها بوابة عظيمة من الحديد، تفتح عند الصباح وتغلق عند المساء. سكان القرى المجاورة كانوا يسمعون صريرها عند فتحها وإغلاقها كل يوم[بحاجة لمصدر].
لكن بالبحث في الصكوك القديمة لا يمكننا أن نجد أي أثر لكلمة «درحللا».
أما كلمة «كفرزينا» فقد وردت للمرة الأولى في محضر انتخاب البطريرك سركيس الرزي من قرية كفرحورا المجاورة لكفر زينا عام 1581، فقد قام الخوري سليمان خادم رعية كفرزينا بالتوقيع على وثيقة الانتخاب، وهذا له أيضاً دلالة على المكانة الهامة كفرزينا كقرية مارونية مميزة وذلك بحكم جيرتها لقرية البطريرك المنتخب[بحاجة لمصدر].

## كنائسها

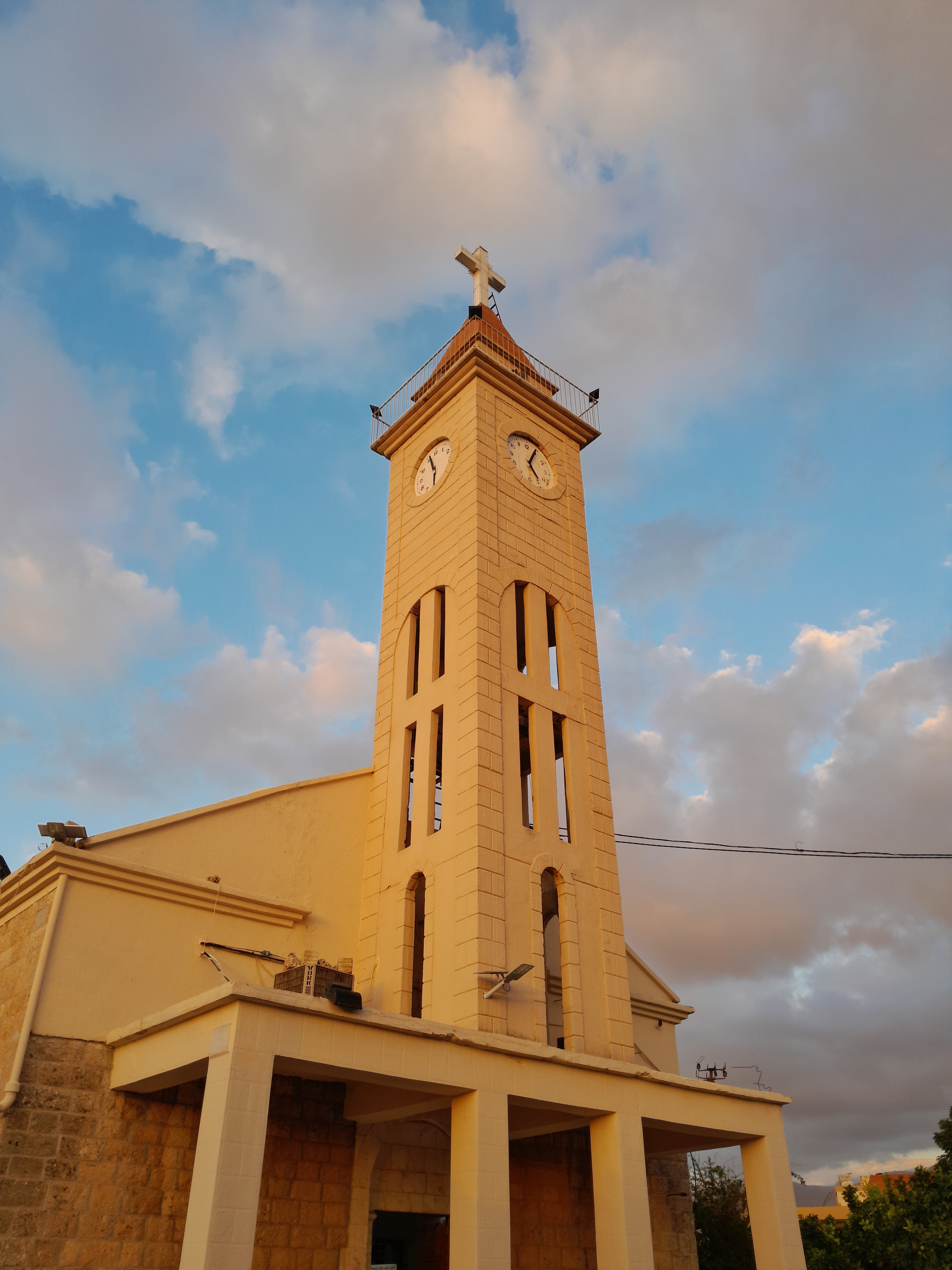
كنيسة القديسة الشهيدة مورا

### كنيسة القديسة الشهيدة مورا:
هي الكنيسة الأساسية وشفيعة البلدة، هدمت وأعيد بناؤها أكثر من مرة على مرّ الزمان.تم تجديد الكنيسة عام 1633 بعناية البطريرك يوحنا مخلوف. كما تم توسيعها اواخر القرن التاسع عشر.أما البناء الجديد والحالي للكنيسة فتم بسعي من ابن البلدة الخوري حنا السقلاوي العام 1952.

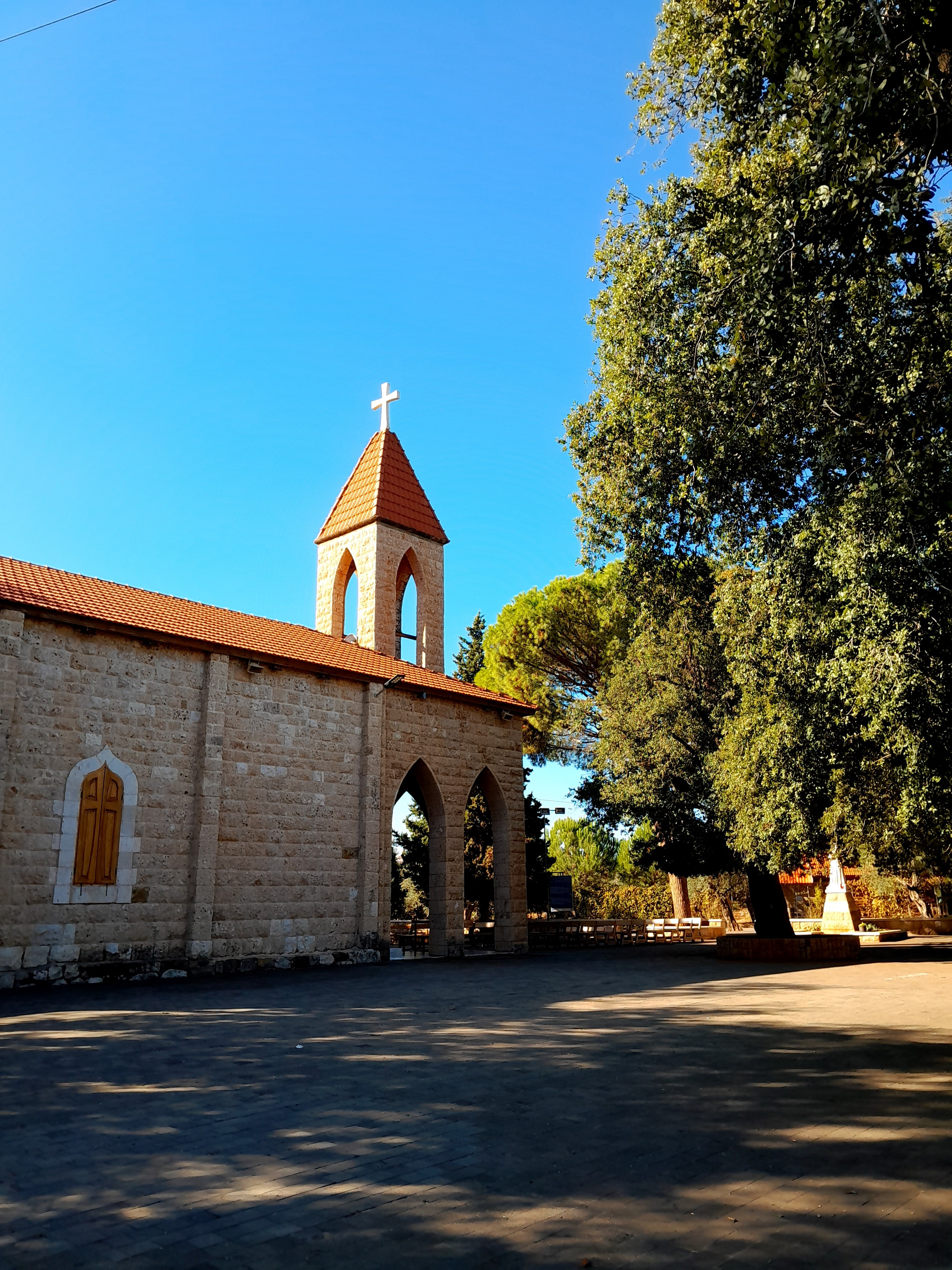
مزار مار أنطونيوس البادواني

### مزار مار أنطونيوس البادواني:
يعود تاريخ بنائه الى حوالي 1723 أيام المطران باسيليوس البجاني مطران طرابلس و الذي كان يسكن خارج الأبرشية في قنوبين. سنة 1945 بنى المطران أنطوان عبد الكنيسة الحالية على أنقاض المزار القديم. يشكل الدير نقطة جذب للأفراد والعائلات من جميع قرى القضاء والقرى المجاورة، فسندياناته المعمرة وبعده عن الأحياء السكنية جعلاه مقصداً للراحة والتنزه والإسترخاءكما أنه من أشهر وأجمل الأماكن لإقامة الأعراس. بجانب الدير القديم والذي رمم أيضا مؤخرا، يتم بناء كاتدرائية ضخمة على طراز كنيسة القديس أنطونيوس ألبادواني في إيطاليا. تم تحديد كنيسة مزار مار أنطونيوس البادواني - كفرزينا كنيسة يوبيلية لسنة يوبيل 2025 المقدس.

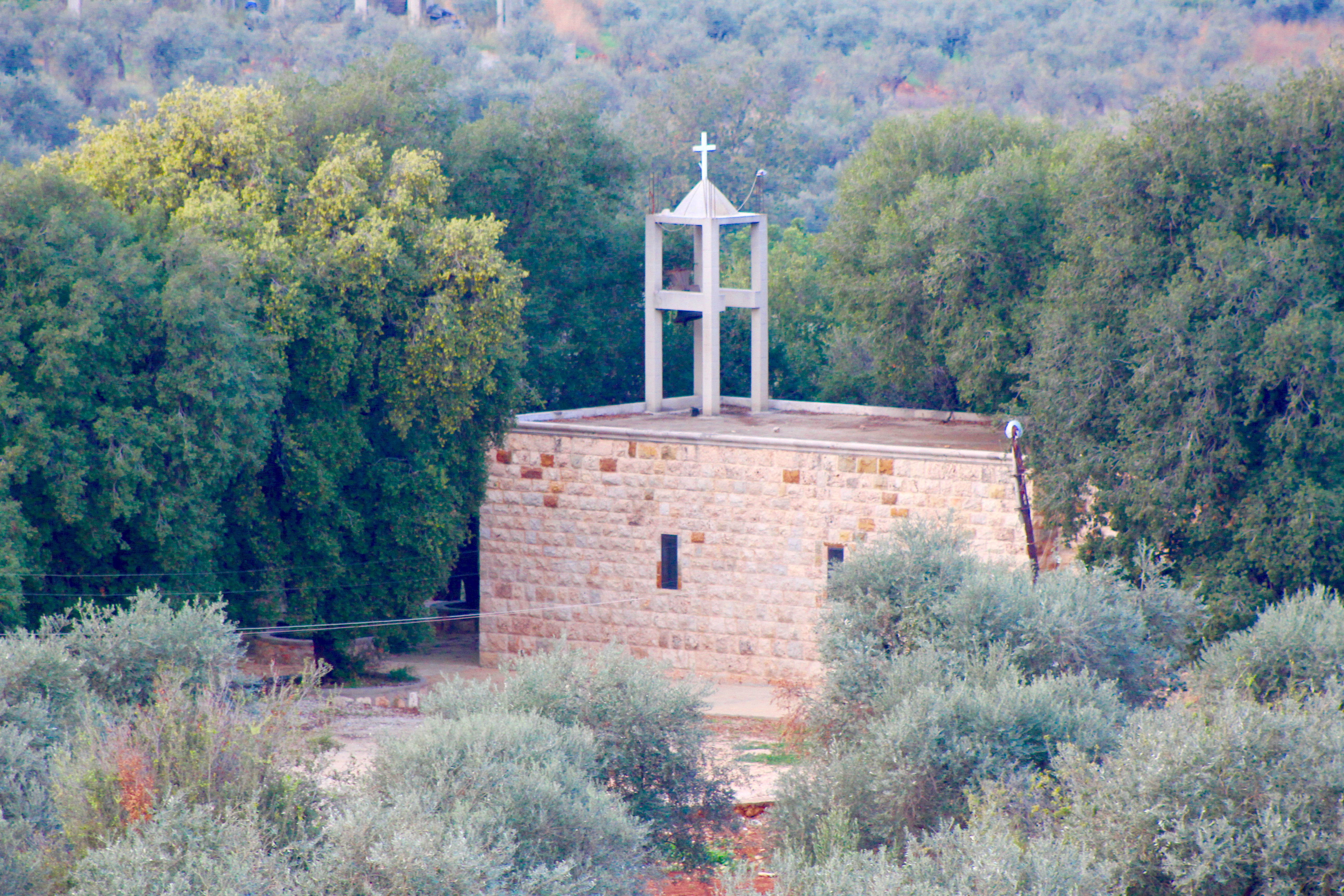
كنيسة القديسين الشهيدين قبريانوس ويوستينا

### كنيسة القديسين الشهيدين قبريانوس ويوستينا:
هو دير أعيد بناؤه على أنقاض الدير القديم عام 2003.

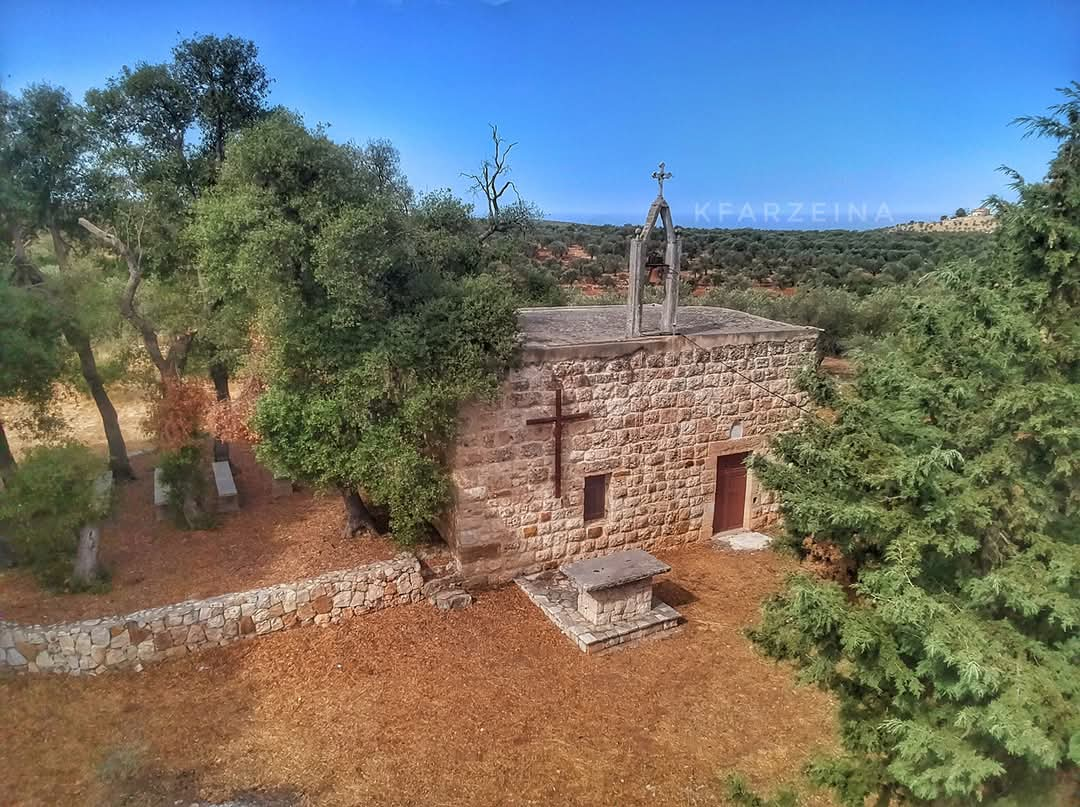
دير مار جرجس معصرتا

## رجالاتها
أنجبت كفرزينا العديد من رجالات الفكر والدين والادب والمجتمع، مقيمين ومنتشرين، ومنهم على سبيل المثال لا الحصر:
الشاعر ألبير حرب: من مواليد العام 1933، شاعر نظم الشعر وهو في الثامنة من عمره، حائز على جائزة الشعر اللبناني 1979 ، له العديد من القصائد والكتب..كما أنتج عددا من البرامج التراثية عرضت على شاشة التلفزيون سابقا.
الأديب يوسف السقلاوي (1915 ـ 1958 ): انصرف الى التعليم في بداية شبابه، كان من أعز الأصدقاء للاديب الكبير مخائيل نعيمة، تبادل معه الرسائل الادبية وهو لا يزال في العشرين من عمره، كما كانت له لقاءات عدة معه للتباحث في العديد من الأمور الأدبية. له الكثير من الكتب والمقالات، نشرت مقالاته بما فيها كتاب "الفجر" ورسائله وخواطره في مجلد واسع بإسم "غليان". مات بحادث قتل وهو في مقتبل العمر.

ولا ننسى الأب حنا السقلاوي الذي كان رمزا مشرقا لرعية تفانى في خدمتها بإخلاص سنين طويلة. ومن رجال الدين ايضا الأب جميل السقلاوي اللعازاري وهو شقيق الأب حنا.